# 王贵妃 (明世宗)
端和恭順溫僖皇貴妃（16世纪—1550年），王氏，名失考。河北文安縣豐富屯人。錦衣衛後軍都督府都督僉事王隆（亦作王龍）之女，明朝明世宗朱厚熜之皇貴妃，皇次子莊敬太子朱載𡓝之生母。

## 生平
王氏的出生時間無考。嘉靖十三年（1534年）八月，嘉靖帝諭示內閣，稱自己已請示聖母皇太后，打算挑選女子填補九嬪之缺。大學士張孚敬、李時與尚書夏言上奏，稱這關係到國本，不可不慎，請求嘉靖帝依據先年事例，派遣官員前往南北直隸、河南、山東選拔賢淑女子，但嘉靖帝下令只在京城內外選拔。嘉靖十四年（1535年）三月，官員呈上登記民間女子姓名的簿冊，嘉靖帝下旨稱選來的女子若不教以詩書，將與普通侍寢者無異，應該讓她們的父母監督教導，等過了夏秋再進行選拔，或者可以培養出善良賢淑的女子來輔佐他。十月二十一日，禮部請求按照前旨執行，擇日候選女子入宮，聽候皇太后的篩選。嘉靖帝說：「聖母慈命，令朕自擇以補九嬪，其留者仍待歲月，然後冊封。」因此，當日嘉靖帝開始選進女子。
嘉靖十五年（1536年）二月初九日，嘉靖帝勑諭禮部曰：「今月二十六日，冊淑女王氏為昭嬪、李氏為敬嬪、王氏為靜嬪」。二月二十六日，嘉靖帝命侯郭勛、伯陳鏸、衛錞為正使，輔臣李時、尚書夏言、張瓚為副使，冊封錦衣衛正千戶王隆之女為昭嬪、李拱臣之女為敬嬪、王瓚之女為靜嬪。五月二十一日，嘉靖帝在賜給大學士張孚敬的敕書中提到「原選淑女內曰曹、王二氏，朕御而各有喜期將近，已先冊封為端、昭二嬪」。十月初六日，王昭嬪生皇次子。十二月二十五日，皇次子正式取名為朱載𡓝，次日登於玉牒。
嘉靖十六年（1537年）四月十一日，陞王昭嬪之父錦衣衞正千戶王隆為本衞指揮僉事。四月二十三日，嘉靖帝御奉天殿，遣武定侯郭勛等為正使，大學士李時等為副使，進封元子生母昭嬪王氏為貴妃、皇四子生母靖嬪盧氏為靖妃，並且補封劉英之女為淑嬪、王俊之女王氏為宜嬪、王受之女王氏為徽嬪、王欒之女王氏為裕嬪、陳瓚之女陳氏為雍嬪。
嘉靖十八年（1539年）二月，皇次子被立為太子。嘉靖十九年（1540年）正月初六日，嘉靖帝傷嘆閻貴妃之薨，下詔表示本月十日告廟冊封「諸妃嬪曾出皇子及皇女者」。正月初十日，正式進封貴妃王氏、貴妃沈氏為皇貴妃，榮嬪趙氏為懿妃，恭嬪江氏為肅妃，雍嬪陳氏為雍妃，徽嬪王氏為徽妃，並冊封王氏為宸妃、余氏為榮嬪、徐氏為昭嬪、王氏為寧嬪，派遣翊國公郭勛為正使持節，成國公朱希忠、京山侯崔元、駙馬謝詔、左都督方銳、大學士夏言、顧鼎臣、尚書許讚、嚴嵩、張瓚、霍韜、溫仁和、王廷相充副使捧冊寶。
嘉靖二十八年（1549年）三月十七日，太子朱載𡓝病逝，後賜謚號曰莊敬太子。嘉靖二十九年十一月二十日，皇貴妃王氏薨逝。嘉靖三十年正月二十九日，嘉靖帝稱皇貴妃王氏與閻氏合葬，哀沖太子和莊敬太子應該葬入天壽山，附葬於旁，諭令禮部立即擇日執行。禮部回奏稱貴妃閻氏的神主已經安置於孝潔皇后的陵室，如今皇貴妃王氏既與閻氏合葬於同一墓穴，其神主理應也安置於孝潔皇后的陵室，而兩位太子之墓既然應該靠近他們的母親，兩位太子的神主也應安放在兩妃左右，這建議最終得到嘉靖帝的批准。同年十月初十日，端和恭順溫僖皇貴妃王氏發引，喪儀依照貴妃閻氏之例辦理。嘉靖四十五年之後，孝潔皇后享殿之內，正中安置孝潔皇后陳氏的神主，東邊第一室安置榮安惠順端僖皇貴妃閻氏及哀冲太子的神主，西邊第一室安置端和恭順溫僖皇貴妃王氏及莊敬太子的神主，東邊第二室安置恭淑安僖榮妃楊氏與懷榮賢妃鄭氏的神主，而西邊第二室則安置榮安貞妃馬氏的神主。 